# Exèrcit dels guàrdies de la revolució islàmica
L'Exèrcit dels guàrdies de la revolució islàmica (persa: سپاه پاسداران انقلاب اسلامی, Sepah-i Pasdaran-i Enghelab-i Islami), comunament dit Guàrdia Revolucionària, o pel seu nom persa Sepah (‘exèrcit’) o Pasdaran (‘guàrdies'), és l'organització militar més grossa de la República Islàmica de l'Iran, creada després de la Revolució iraniana, el 22 d'abril de 1979.
És una branca de les Forces Armades de l'Iran creada per ordre de l'aiatol·là Ruhol·lah Khomeini. Mentre que l'Exèrcit iranià defensa les fronteres iranianes i manté l'ordre intern, segons la constitució iraniana, la Guàrdia Revolucionària (Pasdaran) ha de protegir el sistema polític de la república islàmica. Els guàrdies revolucionaris afirmen que el seu paper en la protecció del sistema islàmic és prevenir la interferència estrangera, així com els cops d'Estat per part dels militars o «moviments desviats».
Hossein Salami, el comandant de l'EGRI va ser abatut durant l'atac de la Força Aèria Israeliana (FAI) al programa nuclear iranià el 12 de juny de 2025.